# Малые охотники проекта МО-4
Малые охотники типа МО-4 — советские боевые катера, охотники за подводными лодками, принимавшие участие во Второй мировой войне.

## История строительства

### Предыстория
Малые охотники типа МО-4 спроектированы в 1936 году в конструкторском бюро (КБ) Судостроительной верфи Морской пограничной охраны НКВД СССР в Ленинграде под руководством главного конструктора С. В. Пугавко (начальник проектного сектора КБ — Л. Л. Ермаш, начальник КБ — Н. М. Ухин), с 1939 года главным конструктором был назначен Л. Л. Ермаш, возглавлявший НИОКР по дальнейшей модернизации малых охотников типа МО-4 и разработке последующих модификаций катеров серии МО. Катера типа МО-4 являлись дальнейшим развитием малого охотника типа МО-2, разработанного этим же КБ в 1933—1934 годах под руководством главного конструктора А. К. Зворыкина (после отстранения и репрессирования последнего, доводка проекта МО-2 осуществлялась группой инженеров под руководством главного конструктора С. В. Пугавко).
Всего для Морпогранохраны НКВД СССР в 1935—1940 годах было построено 27 катеров типа МО-2 (с учётом модификаций МО-1 и МО-3 — 32). Одна единица была построена на основе МО-2 как пограничный катер специальной службы (правительственный катер). Данный тип катера получил обозначение «МО-1». Катер отличался улучшенной комфортабельностью жилых помещений, бензиновыми двигателями меньшей мощности (общая мощность ГЭУ — 1130 л. с.) и соответственно меньшей скоростью хода (скорость полного хода — 14 узлов), а также уменьшенным составом вооружения — всего 2 пулемёта (после 1940 года — ДШК). Вступивший в строй в 1934 году (по другим источникам, в 1935 году) катер типа МО-1 вошёл в состав черноморской Морпогранохраны НКВД СССР, получив обозначение ПК-139 (по некоторым источникам, до 9 января 1941 года имел обозначение ПК-202), и использовался как пограничный сторожевой катер (во время ВОВ входил в состав Черноморского флота ВМФ СССР).
Ещё одной версией катеров типа МО-2 была модификация, получившая обозначение «МО-3», отличавшаяся от прототипа изменённой ГЭУ: вместо среднего двигателя АМ-34К был установлен американский бензиновый двигатель Sterling Viking производства Sterling Engine Company (Буффало) мощностью 565 л. с., вследствие чего общая мощность ГЭУ катеров типа МО-3 составляла 2065 л. с. Всего для черноморской Морпогранохраны НКВД СССР в 1935—1936 годах было построено 4 катера типа МО-3.
Малые охотники серии МО представляли собой катера с тремя главными бензиновыми двигателями и деревянным корпусом, разделённым водонепроницаемыми переборками на 9 отсеков. Корпус катеров с фундаментами под главные двигатели и стальными топливными цистернами имел 3-слойную обшивку (общей толщиной 30 мм), настил палубы и 2-слойные переборки изготовленные из первосортной сосны, киль — из дуба. Набор состоял из дубовых стрингеров и стальных полурамных шпангоутов.
Одним из основных недостатков катеров типа МО-2, ставшим одной из причин разработки усовершенствованного проекта МО-4, была неудовлетворительная остойчивость: на циркуляции при максимальных и средних скоростях хода имел место значительный внутренний крен (до 25—35°), а также большой диаметр циркуляции (5—6 длин корпуса). Кроме того, слишком поздно выявленные недостатки в системе подачи топлива привели к взрыву и пожару на одном из построенных катеров (заводской № 10) во время ходовых испытаний в 1935 году (погибло 6 человек), послужившие поводом для отстранения и отдачи под следствие за «вредительство» главного конструктора А. К. Зворыкина и главного инженера судоверфи В. Е. Бурачека. Присланная на судоверфь группа ранее репрессированных специалистов во главе с инженером-механиком С. В. Пугавко в течение полутора месяцев смогла переработать проект МО-2, внедрив вместо изначальной схемы подачи бензина из нижней части топливной цистерны под гидростатическим напором — сифонную подачу топлива к двигателям с присоединением к верхней части цистерны. Также была внедрена арматура высокого давления на трубопроводах, исключающая возможность появления неплотностей. В дальнейшем эти усовершенствования применялись на всех последующих катерах типа МО-2, а также типа МО-4 и дальнейших модификациях серии МО.

### МО-4

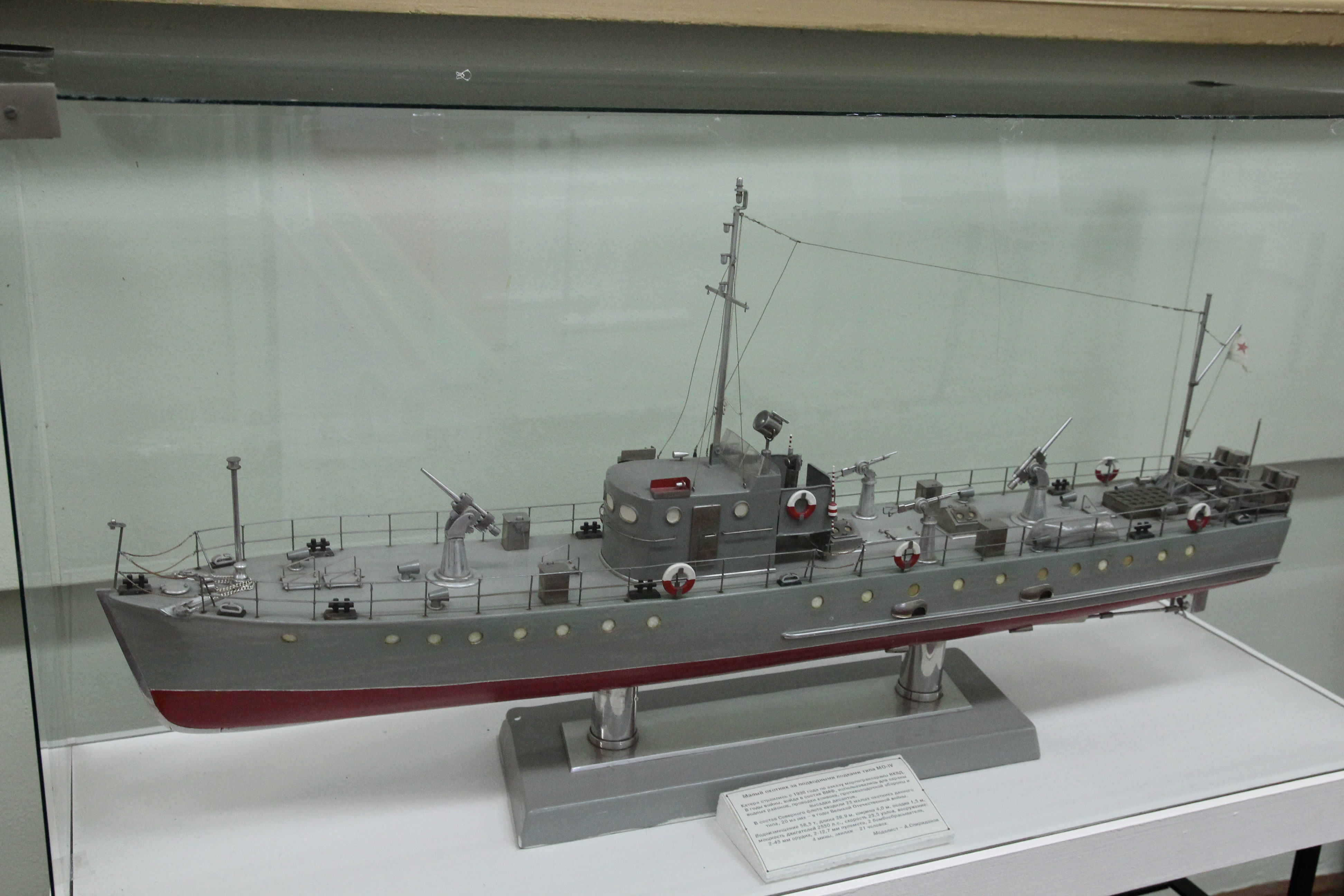
Модель малого охотника типа МО-4 в Военно-морском музее Северного флота.

Основными отличиями МО-4 от МО-2 стали некоторые изменения в ГЭУ, а также в главных размерениях для повышения остойчивости: увеличен развал шпангоутов выше КВЛ в носовой части, уменьшена высота борта на 100 мм, убран уступ палубы на корме; главные двигатели расположили ниже на 200 мм, топливные цистерны также были расположены ниже чем на типе МО-2. Два главных двигателя по бортам, в отличие от прототипа, разместили в носовом машинном отделении, а средний — в кормовом. Вместо двигателей ГАМ-34 общей мощностью 2250 л. с., заложенных по проекту на МО-2, на малых охотниках типа МО-4 были установлены двигатели ГАМ-34БС общей мощностью 2550 л. с., при этом все 3 главных двигателя были оснащены реверсивными муфтами (на катерах типа МО-2 средний двигатель не имел реверсивной муфты и мог использоваться только на переднем ходу); также были и другие незначительные изменения.
Серийное строительство катеров было развёрнуто на той же ленинградской Судоверфи Морпогранохраны НКВД СССР, в 1939 году переименованной в Завод № 5 НКВД СССР. До начала Великой Отечественной войны на нём было построено 186 катеров: 73 МО-4 пополнили состав флотов, 113 вошли в состав Морпогранохраны НКВД СССР. Часть малых охотников, вошедших в состав Краснознамённого Балтийского флота (КБФ), приняли участие в советско-финской «зимней» войне.

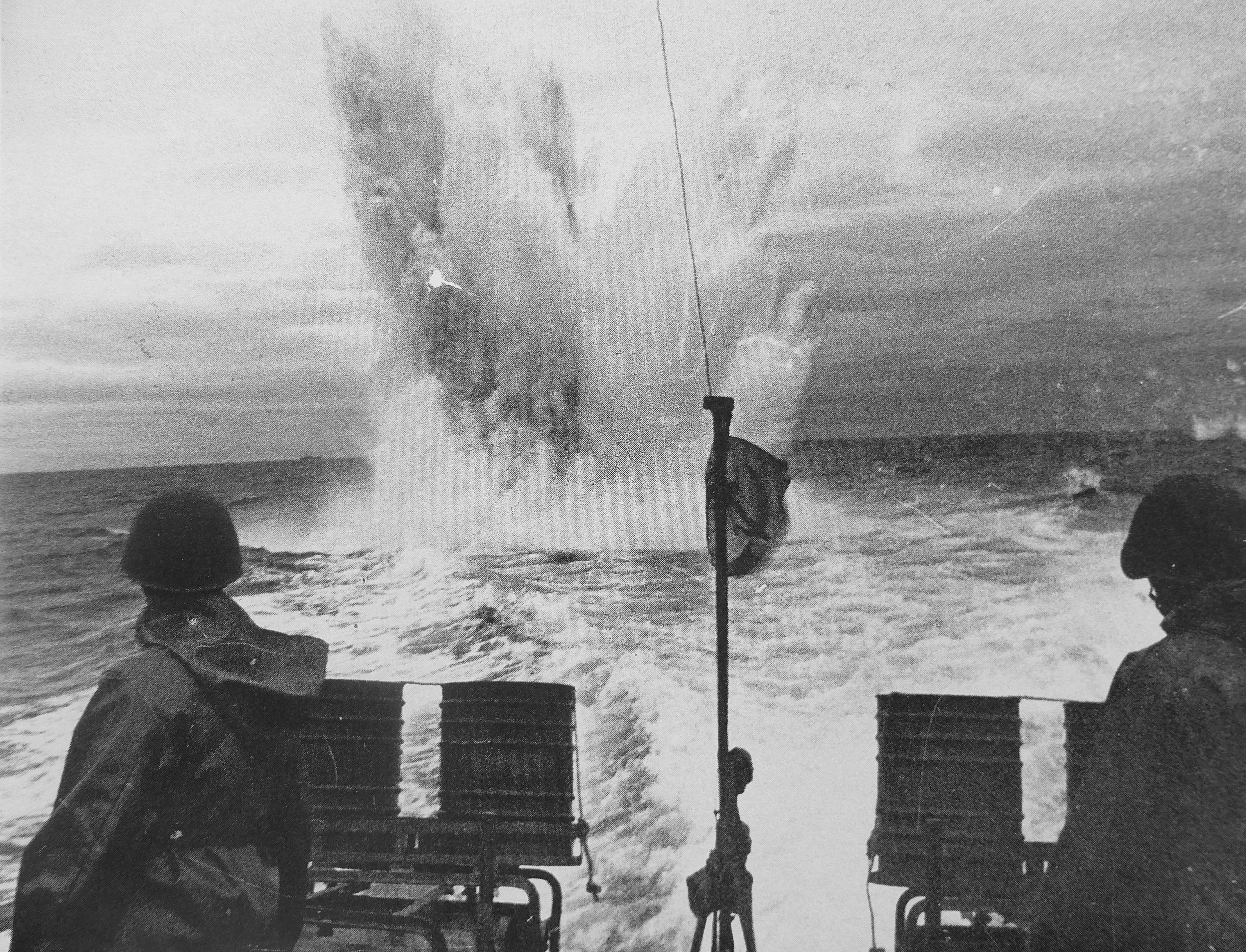
Малый охотник Северного флота атакует глубинными бомбами подводную лодку противника (на корме малого охотника видны дымовые шашки МДШ, предназначенные для постановки дымовых завес, установленные сверху на каждый бомбосбрасыватель).

Распределение катеров типа МО-4 к началу ВОВ:
- ВМФ:
  - КБФ — 18 единиц,
  - ЧФ — 18 единиц,
  - СФ — 18 единиц,
  - ТОФ — 19 единиц;
- Морпогранохрана НКВД СССР:
  - Балтика — 25 единиц,
  - Чёрное море — 38 единиц,
  - Север — 2 единицы,
  - Дальний Восток — 48 единиц.

После начала ВОВ серийное строительство катеров типа МО-4 велось на Заводе № 5, а также на заводах № 640 (16 единиц) и № 638 (12 единиц). Несмотря на все трудности, в тяжёлые военные годы было построено 75 катеров типа МО-4.
В довоенное время большинство из построенных малых охотников несло сторожевую службу в составе частей Морпогранохраны НКВД. Морским пограничникам пришлось осваивать морские границы Литовской, Латвийской и Эстонской ССР, вошедших в состав СССР в 1940 году.
После начала ВОВ весь судовой и личный состав Морпогранохраны НКВД СССР западных пограничных округов 23 июня 1941 года был переведён в оперативное подчинение соответствующих флотов и флотилий ВМФ, а 23 сентября 1941 года организационно включен в их состав. В связи с этим бывшие пограничные катера (ПК) типа МО-4 и их экипажи несли службу в составе ВМФ и активно участвовали в боевых действиях: выполняли задачи охранения и противолодочной обороны для защиты внутренних (каботажных) водных коммуникаций, а также в составе охраны водных районов (ОВР) пунктов базирования флота, и т. д. Кроме МО-4 западных пограничных округов, в 1944 году ещё 6 ПК типа МО-4 дальневосточной Морпогранохраны НКВД также были переданы в состав ЧФ.
Распределение катеров типа МО-4 в ВМФ за всё время ВОВ:
- КБФ (включая ЛВФл) — 75 единиц;
- ЧФ (включая АВФл) — 109 единиц;
- СФ — 20 единиц;
- ВВФл — 6 единиц;
- КВФл — 19 единиц;
- ТОФ — 19 единиц.

В ходе боевых действий в годы ВОВ потеряно 86 катеров.

### Развитие проекта
Один катер был построен на основе МО-4 с увеличенными главными размерениями и водоизмещением (длина × ширина × осадка: 27,2 × 4,8 × 1,45 м; полное водоизмещение — 60 т). Данный тип малого охотника получил обозначение «МО-5». Построенный на Заводе № 5 в 1939—1941 годах, 9 августа 1941 года катер типа МО-5 вошёл в состав КБФ, получив обозначение МО-113 (во время ВОВ выполнял задачи по защите коммуникаций и баз, принимал участие в обороне Ленинграда).
В 1939—1940 годах в КБ Завода № 5 НКВД СССР под руководством главного конструктора Л. Л. Ермаша на основе МО-4 был разработан проект малого охотника со стальным корпусом (благодаря которому катер мог эксплуатироваться в условиях битого льда), при возросшем водоизмещении и соответствующем снижении скорости (полное водоизмещение — 66 т; скорость полного хода — 23 узла). Данный проект получил обозначение «МО-6». Однако Управление кораблестроения ВМФ в тот период не заинтересовалось новым типом малого охотника, поэтому строительство катеров данного типа началось лишь во время ВОВ в 1942 году. Всего в 1943 году было построено 4 катера типа МО-6, каждый из которых имел 3 бензиновых двигателя мощностью по 1200 л. с.; 2 из них в том же году вошли в состав ЧФ, а 2 других — в состав КВФл (последние 2 в конце того же года были переведены на ЧФ по железной дороге из Баку в Поти).
Нехватка двигателей ГАМ-34БС в годы ВОВ, вызванная оккупацией странами «оси» и их союзниками промышленных районов СССР и трудностями эвакуации советской промышленности, вынудила к созданию одной из модификаций, получившей название «малые охотники проекта 174». Проект был разработан в ЦКБ-51 под руководством главного конструктора Н. Г. Лощинского в 1942 году, и включал в себя замену главных двигателей ГАМ-34БС на катерах типа МО-4 американскими бензиновыми двигателями Packard W8 мощностью по 1200 л. с., поставляемыми по ленд-лизу (по некоторым источникам, на катера проекта 174 вместо 3-х устанавливалось всего 2 главных двигателя Packard W8). В 1943 году катера проекта 174 начали вступать в строй; к примеру на сосновском Заводе № 640 из всех построенных катеров серии МО в 1943 году 12 были построены по проекту 174.
В 1942 году на основе МО-4 был разработан катер проекта 194 со стальным корпусом и частичным бронированием бортов, палубы и рубки, получивший обозначение «БМО» — бронированный малый охотник проекта 194. Проект был разработан на ленинградском Заводе № 196 (бывшем «Судомехе») под руководством А. Н. Тюшкевича (главный конструктор В. М. Мудров), и кроме того отличался упрощёнными прямолинейными обводами корпуса, ГЭУ (2 главных бензиновых двигателя Packard W8 мощностью по 1200 л. с. + 1 бензиновый двигатель малого хода ЗИС-5 мощностью 68 л. с.), а также вооружением (вместо носового 45-мм полуавтомата 21-К был установлен 37-мм автомат 70-К, вместо кормового орудия и одноствольных пулемётов — установленные за рубкой в диаметральной плоскости 2 тумбовые 12,7-мм спаренные установки с пулемётами ДШК или ленд-лизовскими «Кольт-Браунинг» M2, плюс ещё один или два ДШК на рубке в одноствольной или спаренной 12,7-мм турельной установке соответственно; 2 бомбосбрасывателя вмещали в себя по 6 глубинных бомб типа ББ-1; с 1944 года кормовая пулемётная установка стала заменяться 45-мм полуавтоматом 21-КМ). Установленная на катерах данного проекта ГАС «Тамир-9» позволяла вести поиск подводных лодок на малом ходу (3—4 узла), который обеспечивался двигателем малого хода при отключенных главных двигателях. Постройка катеров проекта 194 велась в 1943—1945 годах на том же Заводе № 196. Всего для ВМФ СССР было построено 66 катеров типа БМО.

## Оценки проекта
Одними из основных недостатков малых охотников типа МО-4 были следующие: отсутствие модернизационных резервов в отношении бронирования — допускалось лишь «частичное съёмное бронирование при использовании катеров в десантных операциях без бронирования ходового мостика». Несмотря на улучшенную остойчивость по сравнению с типом МО-2, метацентрическая высота катеров типа МО-4 составляла всего 0,37 м, однако при бронировании ходового мостика листами брони толщиной 8 мм их метацентрическая высота уменьшалась до 0,27 м при критическом значении 0,30 м для катеров данного типа (в 1941—1942 годах на Черноморском флоте имели место случаи опрокидывания МО-4 после самовольного бронирования верхних постов экипажами катеров).
Артиллерийское вооружение — 2 × 45-мм полуавтоматические пушки с практической скорострельностью 25 выстрелов в минуту, не имевшие стабилизации, не обеспечивали поражение скоростных целей, особенно в условиях качки. Кроме того, отсутствие в номенклатуре боеприпасов орудия снарядов с дистанционным взрывателем, зачастую являлось критическим при стрельбе по воздушным целям. Эти недостатки вызывали определённые трудности при выполнении флотских задач, вследствие чего на отдельные катера типа МО-4 дополнительно устанавливались 20-мм автоматические пушки «Эрликон», а с 1944 года на некоторых катерах кормовой 45-мм полуавтомат заменялся 25-мм автоматом 84-КМ.
Шумопеленгаторные станции (ШПС) малых охотников типа МО-4 позволяли вести поиск подводных лодок только на «сто́пе»: ШПС «Посейдон», установленная на катерах изначально, позволяла прослушивание лишь на дистанциях 2—5 кабельтовых (при этом отмечались случаи прохождения подводных лодок незамеченными рядом с катером), устанавливаемая с 1941 года ШПС «Цефей-2» обладала несколько улучшенными характеристиками — поиск мог осуществляться на дистанциях 5—15 кабельтовых. Первая отечественная гидроакустическая станция (ГАС) «Тамир-1», устанавливаемая на некоторые катера типа МО-4 с 1941 года, обеспечивала поиск подводных лодок на малых ходах до 5—6 узлов, однако для катеров данного типа минимальный устойчивый ход под одним двигателем составлял около 6—8 узлов, что не позволяло ведение поиска посредством ГАС, и его приходилось вести также на «сто́пе».
Тем не менее, несмотря на вышеуказанные недостатки и относительно большие потери, вызванные интенсивностью эксплуатации и широким спектром применения в ходе боевых операций флота, малые охотники типа МО-4 продемонстрировали довольно неплохую живучесть и мореходность: обводы и килеватость катера обеспечивали незаливаемость палубы, способность сохранять управляемость и двигаться в плохую погоду с минимальной потерей скорости, достаточную остойчивость при больших углах крена, умеренную качку, возможность развивать полную скорость при волнении 3—4 балла и идти с пониженной скоростью при состоянии моря до 6 баллов. Благодаря своей упругости деревянный корпус воспринимал значительные динамические нагрузки, а при разрушении корпуса взрывной волной, катер мог оставаться на плаву даже при затоплении 2-х отсеков.

## Мемориалы
МО-215, в очень плохом состоянии, находится в музее «Дорога Жизни» в поселке Осиновец (станция «Ладожское Озеро»). Катер долгое время находился под открытым небом и сильно пострадал, но сейчас экспонируется в специально построенном павильоне и готовится к реставрации.

### Комментарии
1. ↑  Начавшая свою работу 1933 году судоверфь (ныне Судостроительная фирма «Алмаз») до 1934 года называлась Судостроительной верфью Морской пограничной охраны ОГПУ при СНК СССР[6][9].
2. 1 2  Из-за задержки поставки двигателей ГАМ-34, не позволявшей начать постройку катеров типа МО-2, практически на всех первых катерах данного типа использовались авиационные двигатели АМ-34 общей мощностью 2250 л. с., конвертированные на специальном стенде судоверфи в «оморяченную» версию АМ-34К[16][13].
3. ↑  Ныне «Астраханское судостроительное производственное объединение» (АСПО), входящее в состав «Южного центра судостроения и судоремонта» (ЮЦСС)[19][20].
4. ↑  В некоторых источниках для двигателя малого хода катеров типа БМО указана мощность 80 и 60 л. с.[25][26]